# 塔科山

塔科山（西班牙語：Cerro Toco），是智利的火山，位於該國北部安托法加斯塔大區，處於阿他加馬沙漠東部，分別距離聖佩德羅德阿塔卡馬和卡拉馬60和160公里，屬於安第斯山脈的一部分，海拔高度5,604米。